# Лейк-Минчумина (Аляска)
Лейк-Минчумина (англ. Lake Minchumina, коюкон: Menchuh Mene) — статистически обособленная местность в зоне переписи населения Юкон-Коюкук, штат Аляска, США.

## География
По данным Бюро переписи населения США площадь населённого пункта составляет 632,2 км², из них суша составляет 560,5 км², а водные поверхности — 71,7 км².
Вблизи деревни находится озеро Минчумина, куда впадает река Форакер.

## Население
По данным переписи 2000 года население статистически обособленной местности составляло 32 человека. Расовый состав: коренные американцы — 3,12 %; белые — 84,38 %; представители более двух рас — 12,5 %. Доля лиц в возрасте младше 18 лет — 18,8 %; лиц старше 65 лет — 3,1 %. Средний возраст населения — 36 лет. На каждые 100 женщин приходится 113.3 мужчин; на каждые 100 женщин в возрасте старше 18 лет — 116,7 мужчин.
Из 16 домашних хозяйств в 25 % — воспитывали детей в возрасте до 18 лет, 50 % представляли собой совместно проживающие супружеские пары, в 6,3 % семей женщины проживали без мужей, 43,8 % не имели семьи. 37,5 % от общего числа семей на момент переписи жили самостоятельно, при этом 6,3 % составили одинокие пожилые люди в возрасте 65 лет и старше. В среднем домашнее хозяйство ведут 2,00 человек, а средний размер семьи — 2,67 человек.
Средний доход на совместное хозяйство — $36 250; средний доход на семью — $33 750.